# Comuna Sviștov, Veliko Tărnovo
Sviștov (în bulgară Свищов) este o comună în regiunea Veliko Tărnovo, Bulgaria, formată din orașul Sviștov și 15 sate. 

## Localități componente

### Orașe
- Sviștov

### Sate
| - Alekovo - Aleksandrovo - Bălgarsko Slivovo - Cervena - Deleanovți | - Dragomirovo - Gorna Studena - Hadjidimitrovo - Kozloveț - Morava | - Oreș - Ovcea Moghila - Sovata - Vardim - Țareveț |

## Demografie
Componența etnică a comunei Sviștov
     Turci (5,22%)
     Bulgari (81,56%)
     Nicio identificare (12,36%)
     Altele (1,18%)
La recensământul din 2011, populația comunei Sviștov era de 42.734 locuitori. Din punct de vedere etnic, majoritatea locuitorilor (81,56%) erau bulgari, cu o minoritate de turci (5,22%). Pentru 12,36% din locuitori nu este cunoscută apartenența etnică.